# Fritillaria gibbosa
Fritillaria gibbosa là một loài thực vật có hoa trong họ Liliaceae. Loài này được Boiss. miêu tả khoa học đầu tiên năm 1846.